# Agamede (Tochter des Augeias)
Agamede (altgriechisch Ἀγαμήδη Agamḗdē) ist in der griechischen Mythologie die Tochter des Augeias.
Bei Homer wird sie die älteste Tochter des Augeias genannt. Sie ist die Gattin des vom jugendlichen Nestor im Krieg zwischen Epeiern und Pylos, Heimat Nestors, getöteten Mulios – ein Ereignis, das vor dem Trojanischen Krieg stattfand. Sie hatte blondes Haar und war mit allen Heilkräutern vertraut, weshalb Eustathios von Thessalonike sie als eine zweite Medea ansieht. Bei Hyginus Mythographus ist sie von Neptunus die Mutter der drei Söhne Belos (möglicherweise ist Beleus, der Sohn des Poseidon gemeint), Aktor und Diktys.
Theokritos nennt neben den zauberkundigen Medeia und Kirke eine blonde Perimede, die wahrscheinlich mit Agamede identisch ist.